# Seo-gu, Daejeon
Seo-gu (koreanska: 서구) är ett av de fem stadsdistrikten i staden, tillika provinsen, Daejeon i  den centrala delen av Sydkorea, 150 km söder om huvudstaden Seoul. Distriktet hade vid slutet av 2020 cirka 480 000 invånare.

## Administrativ indelning
Seo-gu är indelat i 23 administrativa stadsdelar:

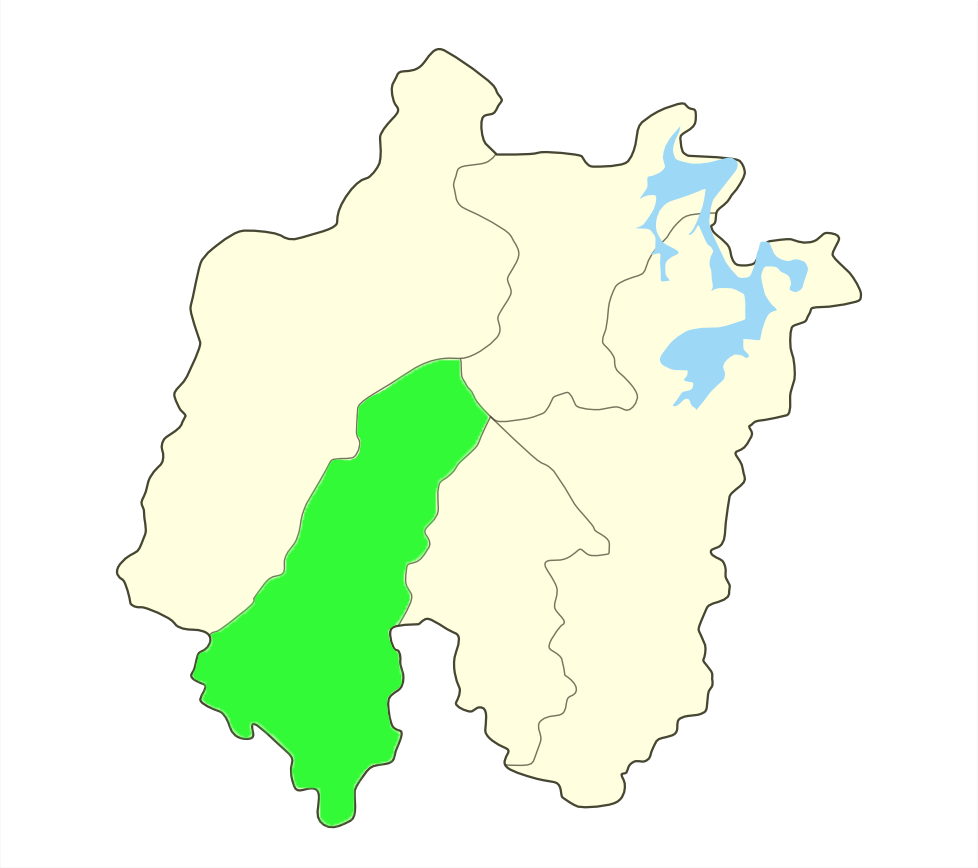
Seo-gus läge i Daejeon

Boksu-dong,
Byeon-dong,
Doma 1-dong,
Doma 2-dong,
Dunsan 1-dong,
Dunsan 2-dong,
Dunsan 3-dong,
Gajang-dong,
Galma 1-dong,
Galma 2-dong,
Gasuwon-dong,
Giseong-dong,
Goejeong-dong,
Gwanjeo 1-dong,
Gwanjeo 2-dong,
Jeongnim-dong,
Mannyeon-dong,
Nae-dong,
Tanbang-dong,
Wolpyeong 1-dong,
Wolpyeong 2-dong,
Wolpyeong 3-dong och
Yongmun-dong.